# Indra Ové
Indra Ové (Westminster, Londen, 1967) is een Brits actrice.
Indra Ové is de dochter van Trinidadiaans filmpionier Horace Ové. Haar eerste rol was als kind in de kortstondige Britse televisieserie The Latchkey Children uit 1980, die door haar vader geregisseerd werd. Haar eerste (televisie-)film was het ook door haar vader geregisseerde The Orchid House, waarin Elizabeth Hurley een hoofdrol had. In 1994 speelde ze een prostituee in de film Interview with the Vampire: The Vampire Chronicles, met in de hoofdrollen Tom Cruise en Brad Pitt, en een jaar later speelde ze Bianca in de Shakespeare-verfilming Othello, met Laurence Fishburne in de titelrol. Andere bekende rollen van Ové zijn de VIP-stewardess in The Fifth Element, Paula Hernandez in de Britse sciencefictionserie Space Island One en Ms. Black in Resident Evil. In de Britse ziekenhuisserie Holby City speelt ze vanaf 2006 het personage Frankie Weston.

## Filmografie
- Library of Congress Control Number: no2003024159
- Virtual International Authority File: 113149196506174791875
- WorldCat: E39PBJy8rC89Gp9D4v8j3Hxv73